# باقر الخفاجي
باقر حبيب الخفاجي (1894 - 1961) شاعر عراقي في القرن 20 م/ 14 هـ. ولد في الحلة ونشأ بها. انتقل مع عائلته إلى مدينة الشنافية وسکنها إلی وفاته. له مشارکة في ثورة العشرين وکان خطيباً دينياً ونظم الشعر بالفصحى والعامية وله من المؤلفات خير الزاد في مدائح النبي وآله الأمجاد، تحفة النشأتين في مراثي الحسين واللؤلؤ المنثور في رثاء النبي وآله البدور وتسلية الواله في النبي وآله وإلخ. توفي بالشنافية ودفن في النجف.

## سيرته
ولد باقر بن حبيب بن صالح الطهمازي الخفاجي الحلي سنة 1312 هـ/ 1894 م في الحلة وهو من أسرة لها الزعامة والرياسة المشهورة في الحلة. نشأ باقر في مسقط رأسه ثم انتقل به ابوه إلى نواحي الديوانية - في البلدة الشنافية -وبها تمت دراسته. أصبح من الخطباء والشعراء المشهورين.له مشارکة في ثورة العشرين واكب الثورة واستنهض القبائل بقصائده الحماسية وأهازيجه الشعبية التي عرفت عنه.

توفي في الشنافية سنة 1381 هـ / 1961 م ونقل جثمانه إلى النجف ودفن به.

## آثاره
- خير الزاد في مدائح النبي وآله الأمجاد
- تحفة النشأتين في مراثي الحسين
- اللؤلؤ المنثور في رثاء النبي وآله البدور
- تسلية الواله في النبي وآله
- العقود الدرية في مراثي العترة النبوية
- ذكرى الجمهورية العراقية في عامها الأول
- الحسان المعدود لحرب اليهود
- مسامرات الأحباب، شعر شعبي.

## شعره
هناك دواوين من تراثه الادبي تحتوي على قصائد للـ«أمجاد العربية والمواقف الإسلامية والايام الحافلة بالذكريات الخالدة ورجالات العلم والعلماء» وسائر فنون الشعر والأدب. ومن قصائده الاستنهاضية قوله في المطلع: